# Cabra del Caixmir

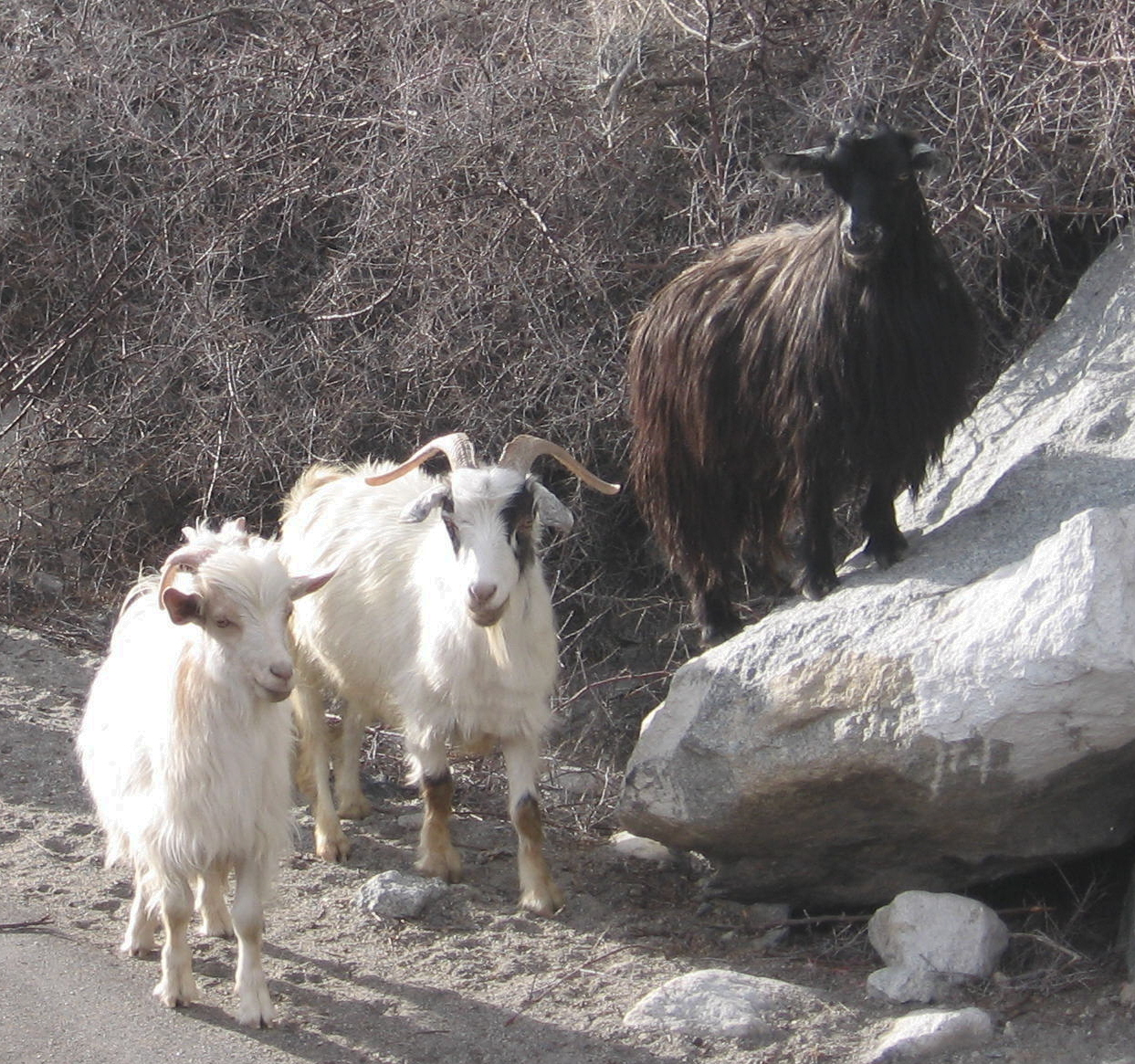
Cabra pashmînâ del Ladakh.

La cabra del Caixmir o cabra caixmir o encara cabra del Tibet és una espècie de cabra originària de la regió del Caixmir. Produeix una llana de la qual es pot obtenir una fibra tèxtil que permet de teixir caixmir. La llana és obtinguda per epilació.